# Valdenoches

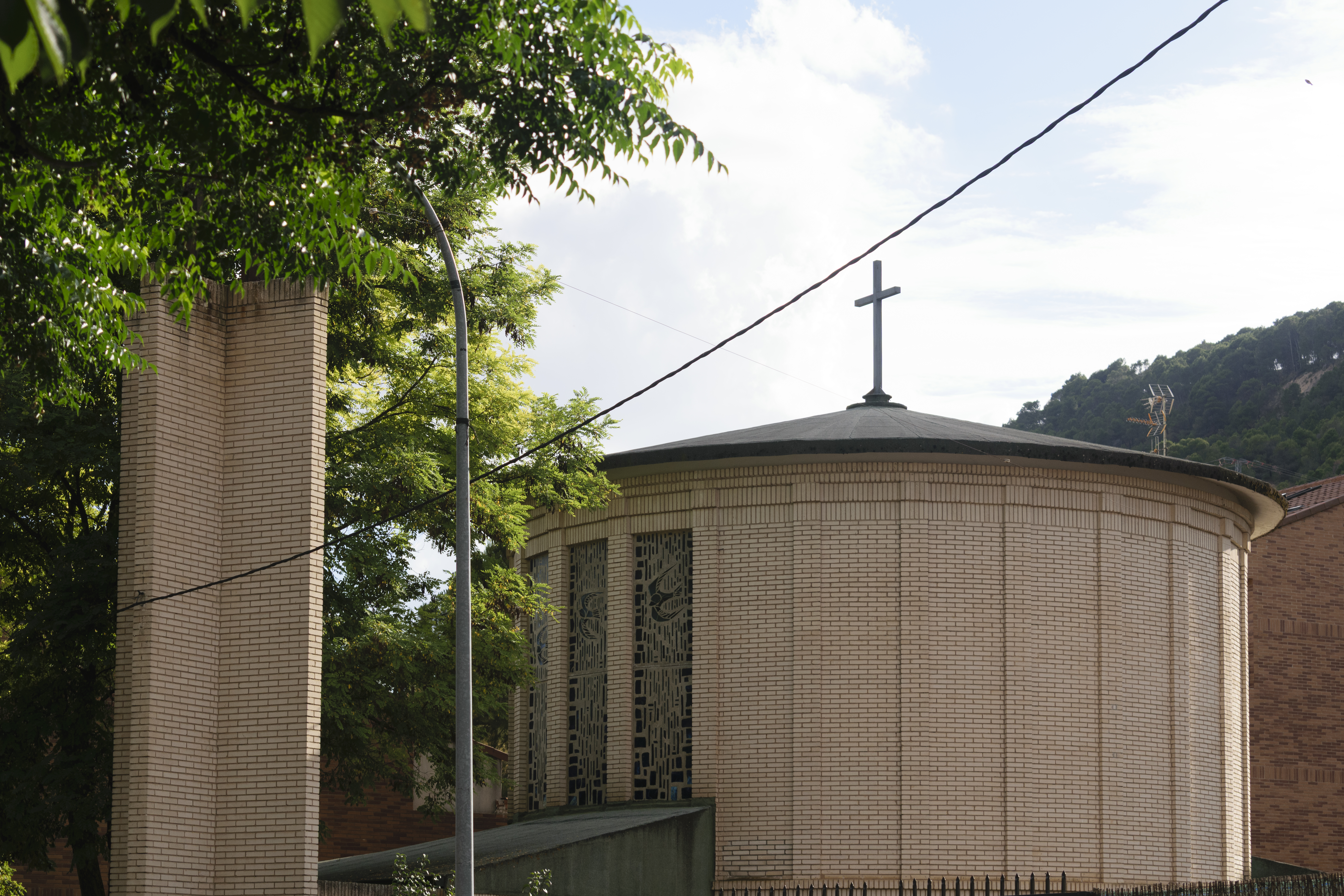
Iglesia San Antonio de Padua

Valdenoches es una localidad española, pedanía, desde 1969, del municipio de Guadalajara, en la provincia homónima, comunidad autónoma de Castilla-La Mancha. Está situada junto a la autovía del Nordeste (A-2). Tiene una superficie de 13,37 km² con una población de 230 habitantes (INE 2023) y una densidad de 17,2 hab./km².

## Historia
En el siglo XV se trataba de un caserío perteneciente a los señores de Aldeanueva de Guadalajara, quienes en el siglo XVII lo vendieron a Juana de Portugal Cortizos, marquesa de Villaflores, y ésta poco después al Alfoz de Guadalajara al no poder mantenerla económicamente ante el poder de la familia Mendoza en Guadalajara. El lugar era conocido como Valdefuentes (por sus numerosos manantiales).
Entre las guerras carlistas y la última guerra civil la localidad fue completamente destruida y reconstruida en la postguerra.
Hacia mediados del siglo XIX, la villa tenía contabilizada una población de 263 habitantes. Aparece descrita en el decimoquinto volumen del Diccionario geográfico-estadístico-histórico de España y sus posesiones de Ultramar de Pascual Madoz de la siguiente manera:

VALDENOCHES: v. con ayunt. en la prov. y part. jud. de Guadalajara (1 leg.), aud. terr. de Madrid (9), c.g. de Castilla la Nueva, dióc. de Toledo (21). sit. en terreno pantanoso, con clima frio. Tiene 66 casas; la consistorial; escuela de instruccion primaria á cargo de un maestro dotado con 220 rs.; una fuente de buen agua; una igl. parr. (la Asuncion de Ntra. Sra.) servida por un cura y un sacristan. Confina el térm. con los de Torija, Aldeanueva, Centenero, Iriepal. El terreno es llano y de buena calidad; hay un monte poblado de encina y roble. caminos: los locales, y la carretera general de Madrid á Barcelona. correo: se recibe y despacha en Guadalajara. prod.: cereales, legumbres, patatas, vino, aceite, leñas de combustible y yerbas de pasto, con las que se mantiene ganado lanar, vacuno y mular; hay caza de liebres, conejos y perdices. pobl.: 64 vec., 263 alm. cap. prod.: 4,455 rs. imp.: 87,300 contr.: 5,201.
(Madoz, 1849, p. 281)

## Administración
Localidad agregada como pedanía desde el 18 de febrero de 1969 al municipio de Guadalajara, en la provincia homónima de España, dentro de la figura de “barrio anexionado”. En febrero de 2024 revalidó como alcalde pedáneo Fernando Arroyo Cabellos (Independiente), que accedió al cargo en febrero de 2020 sucediendo a Isabel Barriopedro Ayuso (independiente) quien lo ocupó 4 años.

## Economía
La economía se basa en la agricultura, tanto de secano como de regadío. Los cultivos predominantes son cereales (cebada y trigo principalmente), oleaginosas (girasol), leguminosas, árboles frutales (higueras, ciruelos, membrillos, perales, manzanos, algún cerezo y nogal, etc.) y huerta en las tierras de la vega; olivos (variedad castellana o verdeja principalmente, endémicos de La Alcarria, con los que se produce el aceite de la Alcarria, y algún ejemplar de cornicabra) con algunos almendros en las cuestas del páramo; y cereales, oleaginosas y leguminosas en el páramo. Antiguamente se cultivaba vid y cañamón, y se recolectaba tomillo, romero, espliego, esparto, moras, endrinas, setas, etc.
Existen numerosas colmenas en el valle para la obtención de la miel de la Alcarria y otros productos procedentes de la apicultura. En el pasado, se practicaba pastoreo ovino (de raza alcarreña) y caprino, pero la cabaña actual es prácticamente inexistente y pertenece a municipios aledaños.
En su término se puede practicar la caza menor (conejos, liebres, zorros, codornices, perdices, palomas y tórtolas) y la caza mayor (jabalí). Al no haber coto, no se permite la caza de corzos.
También, su economía ha estado ligada al camino de Madrid a Barcelona, que hoy ocupa la autovía, como lugar de parada. Existiendo en el pasado varios negocios de restauración y pernoctación, y ahora, convirtiéndose en una localidad dormitorio de Guadalajara y Madrid por su relativa proximidad y buena comunicación con estas (Autovía del Nordeste (A-2) y Autopista Radial 2 (R-2)).

## Geografía

### Ubicación
Geográficamente se encuentra en el valle del arroyo de la Vega de Torija, en pleno glacis del páramo de la Alcarria, a faldas de la peña Hueva y del pico del Águila.
Linda con los términos municipales de Tórtola de Henares al oeste y noroeste, de Ciruelas al norte, de Torija al noreste, de Aldeanueva de Guadalajara al este, de Centenera al sureste, y con los términos, de las también pedanías de Guadalajara,  Iriépal y Taracena, al sur y al suroeste respectivamente.
| Noroeste: Tórtola de Henares | Norte: Ciruelas | Nordeste: Torija                |
| Oeste: Tórtola de Henares    |                 | Este: Aldeanueva de Guadalajara |
| Suroeste: Taracena           | Sur: Iriépal    | Sureste: Centenera              |

Su estructura urbana es lineal, determinada por la antigua carretera Madrid-Barcelona N-II, que la atravesaba, y la actual Autovía del Nordeste (A-2), que la bordea, siguiendo condicionando su urbanismo.

### Orografía y geología
El término se puede identificar claramente con el típico relieve tabular de La Alcarria. El Páramo de La Alcarria, antiguo fondo marino y coronado por una capa de  calizas del terciario características de La Alcarria, duras y de una potencia media, cuyo estrato superior en el término se originó en el plioceno,  y está formado por una capa de calizas con sílex, calizas  y margas. En el sur del Llano de Centenera,  a partir del Barranco de los Yesares, debido a un buzamiento, aparece una capa de sedimentos más recientes formada por calizas. La superficie de los llanos, en torno a los 970 m s. n. m., está ligeramente inclinada hacia el suroeste.
El Arroyo de la Vega de Torija ha excavado un valle en el páramo. Los escarpes que se han formado tienen una pendiente media del 50%, descendiendo unos 150 m en la zona noreste y unos 200 m en la zona suroeste del término. En estos se pueden observar los diferentes estratos que forman el Páramo de La Alcarria. A continuación de las indicadas para la coronación del páramo, se observa una primera capa de calizas, margas, margas yesíferas blancas y arcillas, y un segundo estrato de lutitas y fangos pardo-rojizos, arenas y niveles de areniscas y calizas, que desde el límite noreste del término hasta la altura del núcleo de Valdenoches contiene intercalado un sustrato de calizas y margas visiblemente diferenciado. Se pueden encontrar ciertas masas travertínicas (tobas) formadas en el cuaternario por los numerosos manantiales de agua.
El glacis está formado por gravas y cantos poligénicos a monogénicos, arenas y arenas limo-arcillosas procedentes de los conos de deyección formando aluviones y coluviones con materiales del cuaternario. El fondo de la vega está formado por gravas y cantos poligénicos, arenas y arenas limo-arcillosas, y tiene una pendiente media del 2%, descendiente hacia el suroeste.

### Hidrografía
Todo el término se encuentra inscrito en el acuífero de Calizas del Páramo de La Alcarria, que está formado por un conjunto de acuíferos extensos, discontinuos y locales, de permeabilidad y producción moderada. Los cuales, en el páramo, se componen de depósitos del mioceno y del plioceno de calizas y margocalizas con intercalaciones detríticas, y por depósitos del mioceno de arcillas arcósicas, arenas, areniscas poco cementadas y arcillas en el fondo de la vega.
La totalidad del término forma parte de la subcuenca del río Henares, que pertenece a la subcuenca del río Jarama, y ésta a su vez a la cuenca del río Tajo. A excepción del límite oeste y noroeste del término, en el que se vierten sus aguas a arroyos como el Arroyo de Monjardín, el Arroyo de la Vega de Tórtola de Henares, el Arroyo de Pajares, etc., que van a parar directamente al río Henares, la mayor parte del término está drenado hacia el Arroyo de la Vega de Torija, afluente del río Henares, por diversos barrancos. Los más importantes son el Barranco de los Yesares, que transcurre por el paraje del Colmenar y el barranco de Valdeloscharcos, que lleva las aguas del límite sur del término al Arroyo de la Vega de Torija a través del Arroyo del Prado.
Antiguamente se podían encontrar numerosos manantiales y fuentes a media ladera, que han sido desecados en su gran mayoría por la demanda hídrica de los pinares  de repoblación.

### Clima
Clima mediterráneo continentalizado, con veranos calurosos y secos e inviernos rigurosos y largos (un periodo de heladas de 7 meses), que dan paso a primaveras y otoños cortos, en los que se produce la mayor parte de las precipitaciones. Con una temperatura media de 12 °C (11 °C en el Páramo de la Alcarria y 13 °C en el límite suroeste del valle del Arroyo de la Vega de Torija), siendo 5,5 °C la media de las temperaturas mínimas, y 19 °C la de las máximas. Las temperaturas mínimas, no es difícil alcanzar los -10 °C anualmente, se dan durante periodos de altas presiones con viento en calma y cielos despejados, en los que se producen fuertes inversiones térmicas, dándose lugar las temperaturas más bajas en zonas de umbría de las cotas inferiores del valle y formando una línea de heladas visible en la tipología de vegetación, pudiendo permanecer heladas durante varias semanas las zonas de umbría en invierno. En verano se alcanzan los 35 °C de temperatura frecuentemente.
La precipitación media es de 500 mm, que según la altitud y orientación en la que nos encontremos va de 400 a 600 mm, aun así, la vega suele ser más húmeda de lo que las precipitaciones denotan debido a las nieblas invernales que en ella se forman.
Según la clasificación agroclimática de J. Papadakis, el clima de Valdenoches es Mediterráneo Templado, con unos inviernos de tipo av (avena fresca) y unos veranos de tipo M (Maíz).
Desde el 19 de agosto de 2021 existe una estación meteorológica personal en el núcleo urbano de Valdenoches que publica en línea los datos meteorológicos en directo.

## Demografía
| Gráfica de evolución demográfica de Valdenoches entre 1842 y 1960 |
| |
| Población de derecho según los censos de población del INE Población de hecho según los censos de población del INEEntre el censo de 1970 y el anterior, este municipio desaparece porque se integra en el municipio Guadalajara |

| Gráfica de evolución demográfica de Valdenoches entre 1842 y 2023 |
| |
| Población de derecho (1842-1970, excepto años 1857 y 1860 que es población de hecho) según los censos de población del INE. Población de hecho (1857 y 1860) según los censos de población del INE. Población residente empadronada (2000-2024) según el Padrón Continuo por Unidad Poblacional de 2024 del INE. |

## Hábitat

### Flora
La cubierta vegetal, está fuertemente incidida por la acción antrópica (cultivos, ganadería, reforestaciones, etc.)
En la vega del Arroyo de la Vega de Torija, en algunos barrancos y manantiales, se puede encontrar una variedad muy grande de vegetación de ribera (álamos blancos y temblones, chopos, fresnos del sur y norteños, olmos, alisos, sauces blancos y negros, mimbreras frágiles y rojas, tarays, tarajes, serbales silvestres y  comunes,  zarzas, endrinos, cerecinos, cornejo, aligustres, saúcos, cambrones, majuelos, escaramujos, rosa micrantha,  agrostis, phleum pratense, coronilla mínima, clemátides, regaliz, hiedra, dulcámara,  eneas, carrizos, berzas, collejas, lilas de agua, etc.). De todas formas, la extensión de esta vegetación es limitada por la ocupación de la mayor parte de la vega por cultivos de cereal (cebada y trigo principalmente), oleaginosas (girasol), leguminosas, huerta y árboles frutales (higueras, ciruelos, membrillos, algún cerezo y nogal, etc.), donde aparecen corynephorus canescens y amapolas locas y silvestres. Hay pequeños focos de invasión de este biotopo por parte del ailanto.
Las cuestas del páramo, aparte de los cultivos de olivar (de variedad castellana o verdeja principalmente con algún ejemplar de cornicabra) y algunos almendros y pequeños reductos de vid, están pobladas de forma natural por:
- Quejigares con coscoja, arce de Montpellier en las zonas más umbrías, frescas y húmedas (zona baja de la ladera sur del valle del Arroyo de la Vega de Torija). El sotabosque está formado por majuelo, guillomo, revienta gallinas, zarzas, madroño, gayuba, brezo blanquillo, torvisco, Linum campanulatum lino blanco, rubia, rubia roja lengua de liebre, leche de gato, mirasol, hierba sillera, carex, pimpinela menor, estepa de montaña, chunqueta, chitán, rosa albardera, albillo, epipacte blanca, germandrina, arabis, cardamine, mostacilla brava, madreselva, lúzula, arenaria, orquídea abeja, orquídea araña, orquídea perdiz, cephalantheras (damasonium, longifolia y  rubra), orquídea de la dama,  pamplinillas, té fino, cabezuelas, boj común, jaguarzo, lúzula campestre, esparto, dactylis glomerata, stipa pennata, stipa offneri, espantalobos, bromus, festuca ovina, y plantas aromáticas como el espliego, el tomillo, el hinojo, la salvia, el jazmín silvestre, el romero, la manzanilla, etc.[16][17]
- Encinares con  coscoja, sabina mora, enebro rojo, aliaga, esparraguera, espino negro, ephedra fragilis y retama amarilla, en las zonas de solana y parte alta de las laderas en umbría, con sotobosque  similar al de los quejigares, pero sin las especies con más demanda hídrica como las orquídeas. Cuando el suelo está más degradado aparecen espartales, tomillares y esplegares con astragalus en las zonas de solana, y rosaledas, matorral de erizones, romerales y jarales en las zonas altas de las laderas en umbría.[17]

Estos hábitats de vegetación autóctona, han sido substituidos en una gran extensión por coníferas (pino carrasco y ciprés de Arizona en su mayoría, con algunos ejemplares de pino laricio, pino salgareño, pino piñonero, ciprés mediterráneo, etc.) fruto de repoblaciones, sobre todo en la cuesta del páramo llamado "Llano de Tórtola" y en la cuesta del páramo llamado "Llano de Centenera" o "Llano de Aldeanueva" desde el Barranco de los Yesares ("El Colmenar") hasta la Peña Hueva.
Cabe destacar la presencia de varias especies de vegetación muy especializadas, como son la molinia, que aparece en las inmediaciones de los manantiales y de las tobas, y que favorece la formación de estas, la ononis tridentata,  la campanula fastigiata y la reseda stricta, especializadas en los estratos de margas yesíferas blancas, y el té de roca y los zapatitos de la virgen, en los escarpes rocosos del Páramo de La Alcarria.
En los páramos, la vegetación es resistente a las duras condiciones climáticas a que está sometida. Entre los campos de cereal, oleaginosas y leguminosas, aparecen encinas, sabinas albares, sabinas rastreras y enebros aislados. En los terrenos no cultivados por no ser suficientemente productivos, se han formado o conservado pequeños bosques de carrascas (encinas) y coscojas con jarales, apareciendo en las zonas más degradadas claros de pastizal con un sustrato herbáceo subestepario formado principalmente por  gramíneas y leguminosas (géneros: anthoxanthum, avena, brachypodium, festuca, koeleria, poa, argyrolobium, dorycnium, hippocrepis, lathyrus, medicago, onobrychis, trifolium, etc.), un ejemplo de ello es el paraje "Carravieja" en la zona próxima al Pico del Águila en el "Llano de Tórtola".

### Fauna
Pese a la fuerte antropización del término de Valdenoches, se puede encontrar una variedad importante de fauna, que varía según el biotipo en el que uno se encuentre.
En las zonas cultivadas se pueden encontrar ejemplares de aves como el  aguilucho cenizo, el aguilucho pálido, la lechuza común, el estornino negro, el cuervo, la corneja negra, la grajilla, la urraca, la codorniz común, la perdiz roja, la lavandera blanca, los bisbitas (pratenses y campestres), los gorriones (comunes, molineros y morunos), las golondrinas (comunes y dáuricas), el triguero, la carraca europea, las cigüeñas (blanca y negra), la avefría europea, el alcaraván común, el sisón común, la ganga ibérica y la avutarda; mamíferos como el conejo, la liebre ibérica, el topillo mediterráneo, el tejón y el corzo; y artrópodos como la vinagrera, el zapatero, varios tipos de ortópteros, etc.
En las zonas boscosas, matorrales y escarpes del páramo, se pueden encontrar ejemplares de aves como el azor, el gavilán, el ratonero común, el aguilucho cenizo, las águilas (calzadas, perdiceras y reales, por lo que algunas zonas tienen restringido el acceso en época de cría de éstas), los cernícalos (vulgar y primilla), el alcotán europeo, el halcón peregrino, el milano negro, la culebrera europea, el autillo, el cárabo común, el búho chico, el búho real, el mochuelo europeo, la urraca, el abejaruco común, la perdiz roja, el gorrión chillón, la terrera común, la ganga ortega, la calandria común, el mosquitero papialbo, el reyezuelo listado, el ruiseñor común, el piquituerto común, el verdecillo, el bisbita arbóreo, el herrerillo común, el torcecuello, y de varios tipos de alcaudones (común y real), carboneros (común y garrapinos), chotacabras (gris y pardo), cogujadas (común y montesina), colirrojos (tizón y real), escribanos (montesino y soteño), pinzones (vulgar y real), palomas (torcaz y bravía), tórtolas (europea y turca), tarabillas (común y norteña), vencejos (común y real), aviones (común, zapador y roquero), alondras (común y totovía), zorzales (común, charlo y alirrojo), collalbas (gris, negra y rubia) y currucas (cabecinegra, capirotada, carrasqueña, mosquitera, rabilarga y tomillera); mamíferos como el lirón careto, las musarañas (gris y enana), los ratones (de campo y moruno), el topillo mediterráneo, los murciélagos (pequeño de herradura y ratonero grande), la ardilla roja (S. v. Numantius), el conejo, la liebre ibérica, el turón, la garduña, la jineta, el gato montés, el zorro, el jabalí y el corzo; anfibios como el sapo corredor; reptiles como las lagartijas (cenicienta, colilarga, colirroja e ibérica), los lagartos (ocelado y verdinegro), la culebrilla ciega, las culebras (de escalera, de cogulla y bastarda); y artrópodos como la doncella de ondas, el escarabajo (S. v. Oreocarabus Ghilianii), varios tipos de himenópteros, etc.
Mientras que en los cañaverales, carrizales, bandas de arbolado y arbustos de la ribera del Arroyo de la Vega de Torija y de algunos barrancos y fuentes, se pueden encontrar ejemplares de aves como el mirlo común, el pito real, el pico picapinos, el picogordo, la abubilla, el lúgano, el jilguero, el verderón común, el pardillo común, el aguilucho lagunero, la oropéndola, el roquero solitario, el cuco, el chochín, el petirrojo, el ruiseñor bastardo, el azulón, el martín pescador, el andarríos chico, el mito, el agateador común, el trepador, el arrendajo, la  lavandera cascadeña, el rascón común, los carriceros (común y tordal), el buitrón, los papamoscas (cerrojillo y gris), el pájaro moscón y el zarcero común;  mamíferos como la comadreja, las ratas (de agua, negra y parda), el ratón común, el topo ibérico y el erizo común; anfibios como los sapos (común y de espuelas), los sapillos (moteado común y pintojo ibérico), el gallipato y la rana común; reptiles como el galápago leproso, la salamanquesa común y las culebras (de collar, viperina y lisa meridional); peces como la bermejuela, la boga del Tajo (en edades tempranas) y la colmilleja; y artrópodos como el chinche de agua, etc.
En ocasiones se puede disfrutar de grandes grupos de grullas comunes que paran a descansar durante su migración estacional.

## Monumentos
Su monumento más antiguo, y en buen estado, es la fuente Vieja, anterior a 1656.
Otros monumentos a destacar serían la fuente de "Pablo Guijarro" (con inscripción de 1884, parte del antiguo lavadero que se encontraba en "El Pradillo" (Parque de San Antonio), hoy colocada en la Plaza de la Constitución), la Casa de los Claudios (de mampostería de piedra y adobe, la casa más antigua que queda en pie), y la antigua iglesia y su campo santo (en ruinas) situada en lo alto de un cerro conocido como "El Castillo". Hay que mencionar también, las numerosas bodegas excavadas en el "Cerro de la Horca", algunas rehabilitadas y otras en claro estado de abandono.

## Fiestas y cultura
- Fiestas patronales en honor a San Antonio de Padua (13 de junio). Si no coincide en fin de semana, se celebra el fin de semana siguiente.
- Fiestas de San Blas (3 de febrero). Suele celebrarse el primer fin de semana de febrero. Se elaboran las tradicionales Rosquillas del Santo.
- Semana Cultural de la Asociación de Vecinos de Valdenoches. Primer fin de semana de agosto normalmente.

Antiguamente, también se celebraban las Fiestas de San Gregorio, a principios de mayo, en las que al amanecer los mozos salían a rondar a las mozas.
En el ámbito más familiar, coincidiendo con la llegada del invierno, se realiza la matanza de uno o varios cerdos, para así poder curar los embutidos correctamente con los hielos y proporcionar una despensa anual para la familia. Desde hace unos años se viene celebrando la Fiesta de la Matanza durante el puente de la Purísima, en la que los vecinos se reúnen para degustar diversos productos de cerdo a la brasa, gachas de almorta y migas alcarreñas.

## Equipamientos y servicios
- Centro social Ayuntamiento (bar-cafetería, sala polivalente, sala de reuniones, oficina del ayuntamiento).
- Centro social Antiguas Escuelas (consultorio médico, locales para asociaciones, pistas deportivas).
- Parque de San Antonio (conocido por los residentes como El Pradillo, dónde se encontraba el antiguo lavadero).

### Transporte
- Conexión mediante servicio municipal de autobús bajo demanda con Guadalajara ciudad (Línea D1).